# Джерано
Дера̀но (на италиански: Gerano) е село и община в Централна Италия, провинция Рим, регион Лацио. Разположено е на 502 m надморска височина. Населението на общината е 1253 души (към 2010 г.).